# Heinrich Wilhelm Schott
Heinrich Wilhelm Schott, född den 7 januari 1794 i Brünn (nu Brno), död den 5 mars 1865 i Schönbrunn, var en österrikisk botanist. Auktorsnamnet Schott kan användas för Heinrich Wilhelm Schott i samband med ett vetenskapligt namn inom botaniken; se Wikipediaartiklar som länkar till auktorsnamnet.
Han blev 1815 trädgårdsföreståndare i Wien och var 1817–1821 medlem av Johann Baptist Emanuel Pohls expedition till Brasilien, blev 1828 hovträdgårdsmästare, år 1845 föreståndare för kejserliga trädgårdarna vid Schönbrunn och hedersdoktor 1858. Schott utgav särskild inom sin specialitet, kallaväxter (Araceae), förträffliga arbeten, främst Synopsis Aroidearum (1856), Icones Aroidearum (40 färgplattor utan text, 1857), Genera Aroidearum exposita (1858, med 98 färgplattor) och Prodromus systematis Aroidearum (1860).